# Ermelo e Pardelhas
Pour les articles homonymes, voir Ermelo.
Ermelo e Pardelhas est une paroisse civile portugaise (en portugais : freguesia) de la municipalité de Mondim de Basto dans le district de Vila Real. Elle est créée en 2013, par fusion des paroisses d'Ermelo et Pardelhas.

## Géographie
Ermelo e Pardelhas se trouve au sein du parc naturel de l'Alvão.

## Histoire
La paroisse est créée par la loi no 11-A/2013 du 28 janvier 2013 portant réorganisation administrative du territoire des freguesias, en fusionnant les paroisses de Ermelo et Pardelhas. Son nom officiel est União das Freguesias de Ermelo e Pardelhas et son siège est fixé à Ermelo.

## Démographie
Lors du recensement de 2021, Ermelo e Pardelhas compte 378 habitants. C'est ainsi la paroisse la moins peuplée de la municipalité de Mondim de Basto.